# Ryan Garbutt
Ryan Jonathan Garbutt, född 12 augusti 1985 i Winnipeg, Manitoba, är en kanadensisk professionell ishockeyspelare som spelar för Anaheim Ducks i National Hockey League (NHL). Han har tidigare spelat på NHL-nivå för Dallas Stars och Chicago Blackhawks och på lägre nivåer för Chicago Wolves och Texas Stars i American Hockey League (AHL), Gwinnett Gladiators i ECHL, Corpus Christi Ice Rays i Central Hockey League (CHL) och Brown Bears (Brown University) i National Collegiate Athletic Association (NCAA).
Garbutt blev aldrig draftad av något lag.

## Statistik
| 2000–2001   | Vincent Massey              |             | 25  | 6                        | 12                       | 18 | 24  | — | — | — | — | —  |
| 2001–2002   | Vincent Massey              |             | 30  | 15                       | 22                       | 37 | 45  | — | — | — | — | —  |
| 2002–2003   | Vincent Massey              |             | 29  | Statistik ej tillgänglig | Statistik ej tillgänglig | 45 | 56  | — | — | — | — | —  |
|             | Fort Garry/Fort Rouge Twins | MMJHL       | 3   | 2                        | 1                        | 3  | 0   | — | — | — | — | —  |
| 2003–2004   | Winnipeg South Blues        | MJHL        | 60  | 23                       | 25                       | 48 | 143 | — | — | — | — | —  |
| 2004–2005   | Winnipeg South Blues        | MJHL        | 63  | 47                       | 34                       | 81 | 303 | — | — | — | — | —  |
| 2005–2006   | Brown Bears                 | NCAA        | 28  | 2                        | 4                        | 6  | 61  | — | — | — | — | —  |
| 2006–2007   | Brown Bears                 | NCAA        | 29  | 9                        | 4                        | 13 | 30  | — | — | — | — | —  |
| 2007–2008   | Brown Bears                 | NCAA        | 29  | 12                       | 11                       | 23 | 56  | — | — | — | — | —  |
| 2008–2009   | Brown Bears                 | NCAA        | 30  | 6                        | 10                       | 16 | 56  | — | — | — | — | —  |
| 2009–2010   | Corpus Christi Ice Rays     | CHL         | 64  | 22                       | 28                       | 50 | 204 | 1 | — | — | — | 2  |
| 2010–2011   | Gwinnett Gladiators         | ECHL        | 10  | 7                        | 17                       | 24 | —   | — | — | — | — |    |
|             | Chicago Wolves              | NHL         | 28  | 2                        | 4                        | 6  | 61  | — | — | — | — | —  |
| 2011–2012   | Dallas Stars                | NHL         | 20  | 2                        | 1                        | 30 | 22  | — | — | — | — | —  |
|             | Texas Stars                 | AHL         | 50  | 16                       | 17                       | 33 | 96  | — | — | — | — | —  |
| 2012–2013   | Dallas Stars                | NHL         | 36  | 3                        | 7                        | 10 | 32  | — | — | — | — | —  |
| 2013–2014   | Dallas Stars                | NHL         | 75  | 17                       | 15                       | 32 | 106 | 6 | 3 | 0 | 3 | 25 |
| 2014–2015   | Dallas Stars                | NHL         | 67  | 8                        | 17                       | 25 | 55  | — | — | — | — | —  |
| 2015–2016   | Chicago Blackhawks          | NHL         | 43  | 2                        | 4                        | 6  | 27  | — | — | — | — | —  |
| NHL totalt  | NHL totalt                  | NHL totalt  | 241 | 32                       | 44                       | 76 | 242 | 6 | 3 | 0 | 3 | 25 |
| AHL totalt  | AHL totalt                  | AHL totalt  | 115 | 35                       | 35                       | 70 | 214 | — | — | — | — | —  |
| ECHL totalt | ECHL totalt                 | ECHL totalt | 10  | 10                       | 7                        | 17 | 24  | — | — | — | — | —  |
| CHL totalt  | CHL totalt                  | CHL totalt  | 64  | 22                       | 28                       | 50 | 204 | 1 | 0 | 0 | 0 | 2  |
| NCAA totalt | NCAA totalt                 | NCAA totalt | 116 | 29                       | 29                       | 58 | 203 | — | — | — | — | —  |